# Felix Mitelman
Felix Mitelman, född 26 augusti 1940, är en svensk genetiker och cancerforskare. Hans forskning berör genetiska faktorers betydelse för uppkomst av cancer.
Mitelman disputerade 1972 vid Lunds universitet och blev 1980 professor i klinisk genetik vid Lunds universitet. Han var 1975-2000 klinikchef på Genetiska kliniken vid Universitetssjukhuset i Lund. Han har publicerat drygt 700 vetenskapliga artiklar och är  upphovsman till en unik databas över kromosomavvikelser och genförändringar i cancer.
Mitelman är ledamot av bl.a. Kungliga Vetenskapsakademien (invald 1998) och American Academy of Arts and Sciences (invald 2002). Han är grundare och chefredaktör för den vetenskapliga tidskriften Genes, Chromosomes & Cancer.
Mitelman tilldelades Svenska Läkaresällskapets Jubileumspris 1989, Fernströms Nordiska Pris 2007, Söderbergs Pris i Medicin 2008 och The European Society of Human Genetics Award 2013.

### Fotnoter
1. ↑  SNAC, SNAC Ark-ID: w6m776bf, läs online, läst: 9 oktober 2017.[källa från Wikidata]
2. ↑  Mitelman, Felix (1972) (på engelska). The chromosomes of Rous rat sarcomas. Lund. Libris 23572
3. ↑  Mitelman Database of Chromosome Aberrations in Cancer Arkiverad 25 maj 2016 hämtat från the Wayback Machine., läst 9 januari 2010